# Велики Борич
Велики Борич је насеље Скадарском округу у сјеверној Албанији. Село је насељено већински Србима из Црне Горе. Дио је ширег региона Врака у којем живе Срби. Село се још зове и Млади Борич или Нови Борич.

## Демографија
Подгоричани (како тамо зову Словене муслимане) поријеклом из Црне Горе, у Великом Боричу броје 86 породица. Католички Албанци броје 20 породица и православни Црногорци 6 породица (презимена Попај и Суто). На попису село је имало укупно око 950 становника, од којих 700 Муслимана, 200 Албанаца и 50 Срба-Црногораца (православних из Црне Горе). Прије 1960-их, село је било насељено само од стране српског становништва, међутим, влада је организовано населила Албанце католике и Муслимане у село, с намјером да разбије етничку хомогеност. Муслимани који су досељени потичу из Подгорице и околине. То су били муџахири (муслимански мигранти) који су напустили подручја Подгорице након ослобођења од Турака. Српске породице су биле присиљене да промијене своја презимена, па су Пиранићи названи "Пиранај" и "Пирани", Пепић-Пепај и Пепа, Пелевић-Пељај, Лекић-Лека, Тузовић-Тузи, Керовић-Керај, Османагић-Османи, Бибезић-Бибези, Гоковић -Гокови, Салагић-Салагај, Феризовић-Феризи, Бегановић-Бегани итд.
1933. у селу Велики Борич забиљежене су следећа српска братства и број њихових домова:
Сенић 6 д., Мреновићи 5 д., Башановићи 3 д., Крстовићи 1 д., Пелевићи 12 д., Мартиновићи 9 д., Матановићи-Вујовићи 14 д., Микулићи 9 д., Пејовићи 1 д., Поповићи Дамбарићи 1 д. Укупно повратак Младоборичана 61 дом. - Било је 57 кућа.